# Ыб (Удорский район)
Ыб (коми Ыб) — деревня в Удорском районе Республики Коми. Входит в состав городского поселения Благоево.

## География
Деревня находится на левом берегу реки Вашка, на расстоянии примерно 73 км (по прямой) к северо-западу от села Кослан, административного центра района.

### Часовой пояс
Деревня Ыб, как и вся Республика Коми, находится в часовой зоне МСК (московское время). Смещение применяемого времени относительно UTC составляет +3:00.

## История
Деревня известна с 1608 года как Иба (Ибская).

## Население
| 2010 |
| ---- |
| 7    |

### Национальный состав
Согласно результатам переписи 2002 года, в национальной структуре населения коми составляли 95 % из 21 чел.